# Ураган (фильм, 1937)
«Ураган» (англ. The Hurricane) — фильм-катастрофа режиссёра Джона Форда, вышедший на экраны в 1937 году. Экранизация романа Чарльза Нордхоффа и Джеймса Нормана Холла. Картина получила премию «Оскар» за лучшую запись звука (Томас Т. Моултон), а также была номинирована в категориях «лучшая мужская роль второго плана» (Томас Митчелл) и «лучшая музыка» (Альфред Ньюман).

## Сюжет
Упрям человек, твёрд в своих убеждениях, ничто не может повлиять на его волю… Разве что стихия, в чьей власти уничтожить и целый мир.
Маникура — островок «морей Юга, последнего прибежища красоты и приключений» (как именуют подобные места в рекламных буклетах), находится в 600 километрах от Таити. Здесь живут весёлые и свободные люди — полинезийцы, не обременённые проблемами «настоящей цивилизации». И только несколько человек несут им мораль и закон западного сообщества — губернатор с женой, священник, доктор и капитан судна (как видно, приписанного к «порту» этого островка).
Де Лааж, губернатор-француз, во что бы то ни стало стремится привить аборигенам уважение к закону, наказывая их за преступления, которые в этом сообществе и проступками-то назвать сложно. Ну нет у местных такого понятия, как частная собственность! Зато есть понятие справедливости и чести. И когда в одном из вояжей на Таити помощник капитана судна полинезиец Теранги ответил действием на оскорбление какого-то тамошнего «большого человека», он не понял, почему его упекли за решётку на полгода. И предпринял попытку бежать, ведь на родном острове его ждёт молодая беременная жена Марама.
И вот сошлись в неравной борьбе законы белого человека и свободолюбие аборигена. Теранги поймали и увеличили срок. Он снова бежал и снова был пойман. И так раз за разом. Теранги ловили, избивали, увеличивали срок. За нелепую ссору, за один удар он должен был отсидеть в заточении 16 лет! И восемь из них он уже был здесь. Но и эти восемь ужасных лет не смогли сломить дух Теранги. Усыпив бдительность стражей, он бежал в очередной раз. И наконец-то ему это удалось в полной мере! На утлом каноэ он пустился в плавание по Великому океану от Таити к Маникуре.
Но пока он без воды и питья преодолевал сотни километров, до губернатора его родного острова дошла информация, что Теранги бежал. Значит, рассудил Де Лааж, его надо ждать здесь. А дождавшись, поймать и снова вернуть на место заточения. Ведь таков закон! Ни слова доктора Керсейнта, пытавшегося призвать губернатора к благоразумию и милосердию, ни заступничество других не смогли поколебать уверенности Де Лаажа в том, что преступник должен нести наказание, каким бы суровым оно не казалось.
Два события произошли почти одновременно. Сначала священник с мальчиком-помощником нашли в океане каноэ, в котором был едва живой Теранги, и отвезли его в укромное место. Туда же по совету отца Пола приплыли жена Марама и уже повзрослевшая дочь. А на вечер втайне готовили большое каноэ с едой и питьём для семьи Теранги, чтобы они смогли на нём отплыть в другое место, где никто не нашёл бы их. Однако губернатор почувствовал неладное и открыл замысел аборигенов и помогавших им белых. В его власти разрушить с таким трудом подготовленные планы.
Но в это же самое время началось второе событие — многократно усилился ветер, и вот-вот на остров должен обрушиться ураган. Лишь один он и сможет решить проблему противостояния до отчаяния смелого Теранги и педантичного губернатора Де Лаажа. Только стихия способна уладить этот конфликт.

## В ролях
- Дороти Ламур — Марама
- Джон Холл[англ.] — Теранги
- Мэри Астор — мадам Жермена Де Лааж
- Обри Смит — отец Пол
- Томас Митчелл — доктор Керсейнт
- Рэймонд Мэсси — губернатор Эжен Де Лааж
- Джон Кэррадайн — надзиратель
- Джером Кауэн — капитан Нэгл

## Премьеры
- — мировая премьера фильма состоялась 5 ноября 1937 года в Лос-Анджелесе, Калифорния[1].
- — 9 ноября 1937 года — нью-йоркская премьера[1].
- — европейская премьера прошла 7 февраля 1938 года в Стокгольме (Швеция)[1].
- — с 23 февраля 1938 года фильм вышел на экраны Буэнос-Айреса (Аргентина)[1].
- — в советском прокате с 4 сентября 1944 года[1].
- — с 24 мая 1950 года шёл прокат в ФРГ[1].